# Військова промисловість Ємену
Військова промисловість Ємену Є державною оборонною корпорацією Ємену. Відповідає за виробництво широкого спектра оборонного обладнання, легкого військового транспорту, вантажні автомобілі, амуніцію та електроніку.

## History
Військова промисловість Ємену була заснована після незалежності Ємену 22 травня, 1990,за національним указом Міністерства оборони та консолідації існуючих оборонних підприємств та виробничих підприємств.

## Продукція
Зброя
- Vickers (Місцевий варіант виробництва)
- Снайперська гвинтівка Драгунова (Місцевий варіант виробництва)
- Gewehr 43 (Місцевий варіант виробництва)
- Mauser 98k (Місцевий варіант виробництва)
- MP-18 (Місцевий варіант виробництва)
- MP-40 (Місцевий варіант виробництва)

Логістичний та військовий транспорт
- Збройний пікап
- Ган-трак
- УАЗ-469
- ГАЗ-2330